# Fürjesi Csaba
 Fürjesi Csaba (Salgótarján, 1969. március 24. –) magyar festő, grafikus.

## Pályája
Fürjesi Csaba Budapesten él; a kilencvenes évek óta hazai és külföldi kiállítóhelyeken rendszeresen kiállító művész. A Ceredi Művésztelep (1996-tól) alapító tagja, művészeti vezetője.

## Művészete
Többféle stílust elsajátított a tisztán indulati foltfestészettől a figurális, realisztikus megfogalmazásig bezárólag. Kísérletező alkat; sajátos egyedi grafikai eljárásokat dolgoz ki, szokatlan anyagú installációkat épít.
Fürjesire leginkább az egzisztencializmus hatott, egyik fő témája ezért a jelenlét; az ember időben és térben változó élménye létéről.
Figurális festészetének egy sorozatában, a Tér résekben a kitüntetett időt dolgozta föl, ami nem az egymásra következő pillanatok „hétköznapi” lineáris időtapasztalata, hanem egy ettől merőben más minőségű időtapasztalat. Ezek a képek kivétel nélkül emberi társaságokat ábrázolnak, s a résztvevők közös figyelme együtt mozog – a néző számára nem ismert tartományban. Testi jelenlétük a feltétele ennek, hogy egy, a látható világon kívülről érkező tényezőt mintegy megidézzenek.
A Szférák ciklusban elbizonytalanodunk a fizikai jelenlét alkotóelemeinek szilárdságában. Az interferencia, mint a dolgok, vagy ugyanúgy emberek kontúrjait kitöltő motívum egy vibráló, folyton változásban lévő anyagiságot ábrázol, midőn valami vagy valaki nyitja meg rá a rést a jelenlétben a világ dolgainak súlyos közegéből.
Mintákat használó egyedi grafikáiban pedig a sokszorozás és tükrözés révén sziluetteket rendez olyan kompozíciókba, amelyek nézésükkor különféle, alapvető emberi helyzetek ábrázolásaiként kezdenek működni. Megoldás azonban nincs e tartalmak tekintetében, hiszen ugyanaz az alakzat olykor előző kontextusának ellentmondó újabb helyzetben tér vissza.

## Díjai
- 2023 Kultúrális Minisztérium díja – Vásárhelyi Őszi Tárlat
- 2023 Artist in residence – Neumarkt am Raab, A
- 2020 Slavi Soucek Grafikai ösztöndíj – Salzburg, A
- 2020 Nagydíj – Miskolci Grafikai Triennálé, H
- 2017 Cserny József Symposion díj
- 2013 Magyar Művészeti Akadémia díja
- 2013 Nógrád Megye Madách Imre Díja
- 2012 XIV. Táblaképfestészeti Biennálé, Szeged; REÖK-díj
- 2011 XXXI. Szegedi Nyári Tárlat; Ferroep Díj
- 2011 I. díj – Élet és Víz Biennále
- 2010 Nagydíj – Székelyföldi Nemzetközi Grafikai Biennále, R
- 2010 I. díj – Csohány Kálmán Országos Grafikai Kiállítás
- 2008 XX. Debreceni Országos Nyári Tárlat; Főnix díj
- 2006 XIII. Országos Rajzbiennálé; Borsod-Abaúj-Zemplén megye grafikai díja
- 1999 XII. Országos Szabadtéri Szobor és Kép Kiállítás; Salgótarján Város díja
- 1996 VI. Nógrád Megyei Őszi Tárlat díja, Szécsény

## Művek közgyűjteményekben
- Magyar Nemzeti Galéria Budapest
- Magyar Fotográfiai Múzeum Kecskemét
- Nógrád Megyei Múzeum Salgótarján
- Petőfi Irodalmi Múzeum Budapest
- Graphische Sammlung der ETH, Zürich
- Losonci Múzeum és Galéria Losonc, Szlovákia
- Petőfi Múzeum Kiskőrös
- Oxford University, Wolfson College Oxford
- Kulturális és Művészeti Központ, Gyergyószárhegy, Románia
- Magyar Grafikáért Alapítvány, Budapest
- en:Santa Catalina School Monterey, USA
- The Tosa-Washi International Committee, Kochi, Japan
- Fayoum Art Center, Fayoum, Egyiptom
- Herentals Városháza, Herentals, Belgium
- Collection of Culture Land Salzburg, Austria
- Salzburg Museum, Austria
- Collection of the Society of Friends of Fine Arts, Vienna, Austria
- Luciano Benetton Foundation Imago Mundi Collection, Italy
- Collection of Salzburg City, Austria

## Egyéni kiállításai[1](válogatás)
- 2024 Jelenlét – 1Blick Gallery, Hallein A
- 2023 Konstans – Hermann Otto Múzeum, Miskolc
- 2023 Agapé – Künstlerhaus, Salzburg
- 2023 In-Di-Go - Gallery Frey, Wien, A
- 2023 Dimenziók között – Gallery Optik, Zlin Cz
- 2023 Fürjesi Csaba – Parallel, Otto Wágner Spital, A
- 2022 Humánszinkron, The Space Contemporary Art Gallery, Budapest (HU)
- 2022 Kölcsönvett szavak, Hödlmoser Atelier-Galerie, Festung HohenSalzbug (A)
- 2021 Káosz és Kozmosz – Open Studio – with Camille Fischer, Cité des Arts, Paris F
- 2021 Szinkron – Gallery Frey, Salzburg A
- 2020 Csak hivatalos felhasználásra – Cult-Im, Künstlerhaus, Salzburg A
- 2019 Mögöttes terek – Gallery Frey, Salzburg A
- 2019 Nyomkövetés / Időhúzás – Chika Aruba & Csaba Fürjesi - Gallery Borssenanger, Chemnitz D
- 2018 Parallel Vienna – solo show – Gallery Frey, Vienna A
- 2018 Csaba Fürjesi & Andre Deloar – Gallery Borssenanger, Chemnitz D
- 2017 Csaba Fürjesi & Merlin Kratky – Gallery Frey, Salzburg A
- 2017 Pillangóhatás – Gallery Faur Zsofi, Budapest H
- 2016 Brody Art Yard Galéria, Budapest
- 2015 Kapcsolat - Galerie 1blick - Hallein, Ausztria
- 2015 Werk.Genau – Gallery of the Hungarian Institute, Stuttgart D
- 2014 Biodíszlet - Raiffeisen Galéria - Budapest
- 2014 Werk.Genau - Planschneide csarnok, Hallein, Ausztria
- 2013 Mögöttes terek - Galerie Flash, München
- 2013Volta9 Basel - Léna&Roselli Galéria (Mata Attilával), Basel, Svájc
- 2013Virtuális Lét - REÖK Palota, Szeged
- 2012 Szférák - Léna & Roselli Galéria, Budapest
- 2012 Szférák - Magma Kortárs Galéria, Sepsiszentgyörgy
- 2012 Szférák - Amsterdam Stadhuis Teatercafé Galerie, Amszterdam, Hollandia
- 2012 Szférák – Art Yourself Gallery, Bukarest, Románia
- 2011 Fürjesi Csaba - Salvador Dali Cottage, Monterey, USA
- 2010 Városi Mítoszok - HCC, London

## Csoportos kiállításai (válogatás)
- 2001 Variációk Lemezre Nádor Galéria, Budapest
- 2002 Országos Tervező Grafikai Biennálé Munkácsy Múzeum, Békéscsaba; V. Groteszk Seregszemle Budapest Galéria, Budapest
- 2004 XII. Országos Rajzbiennálé Történeti Múzeum, Salgótarján; Ceredi Nemzetközi Művésztelep Történeti Múzeum, Salgótarján
- 2005 Ars Tarnatica Fesztivál Szlovák Intézet, Budapest
- 2006 Országos Rajzbiennálé Történeti Múzeum, Salgótarján; Artikum Nemzetközi Triennálé Szolnoki Galéria, Szolnok; Ars Tarnatica Fesztivál Gömör-KisHonti Múzeum, Rimaszombat, Szlovákia; Ceredi Művésztelep Belgiumi Németek Minisztériuma, Eupen, Belgium;
- 2007 Internationale Summeracademy Alte Saline, Hallein, Ausztria; Ceredi Művésztelep La Paige Kastély, Herentals, Belgium
- 2008 I. Ars Pannonica Biennálé Szombathelyi Képtár, Szombathely; 5th International Biennial of Miniature Art Częstochowa, Lengyelország; Kogart Baráti Kör, Kogart, Budapest; XX. Debreceni Országos Nyári Tárlat Kölcsey Központ, Debrecen; International Biennial of Miniature Galeria ASP, Kraków, Lengyelország
- 2009 Open Art International Symposion Zalaegerszegi Zsinagóga, Zalaegerszeg; International Biennial of Miniature Galerie Brotzinger Art, Pforzheim, Németország; XXXV. Szegedi Nyári Tárlat Reök Palota, Szeged; International Biennial of Miniature Landhaus, Graz, Ausztria
- 2010 BP PSYCH BP SPIRIT G13 Galéria, Budapest; Sechs × 6 Loft Art, Bécs, Ausztria; 57. Vásárhelyi Őszi Tárlat Alföldi Galéria, Hódmezővásárhely; 6th International Biennial of Miniature Art Częstochowa, Lengyelország; 7th International Triennial of Small Graphic Forms Arka Art Galéria, Vilnius; Celeb kiállítás Herve Galéria, Budapest; Ceredi Paletta Duna Galéria, Budapest; I. Székelyföldi Grafikai Biennálé Székely Nemzeti Múzeum Gyárfás Jenő Képtár, Sepsiszentgyörgy, Románia; II. Ars Pannonica Biennálé Szombathelyi Képtár, Szombathely; Sixth international Triennial of graphic Arts Szófia, Bulgaria; XIII. Táblakép festészeti Biennálé Reök Palota, Szeged; Ceredi Művésztelep Magyar Alkotóművészek Háza (Olof Palme Ház) Budapest
- 2011 Kertész Képek – André Kertész Magyarországon Nemzeti Múzeum, Budapest; Sotto lo Stesso Tricolore Villa Guadagnini, Bologna, Olaszország; 8th Kochi International Exhibition of Prints Ino-cho Paper Muzeum, Japan; Művésztárgyak Vízivárosi Galéria, Budapest; Fürdőélet (Völgyi-Skonda gyűjtemény)  Kogart Galéria Budapest; X. Akvarell triennálé Magyar Intézet, Pozsony, Szlovákia; Feketén-fehéren G12 Galéria, Budapest; Fürdőélet (Völgyi-Skonda gyűjtemény)  MODEM Debrecen; Broadway Gallery, New York, USA; Hungarikonok Kortárs Magyar Galéria, Dunaszerdahely, Szlovákia; 58. Vásárhelyi Őszi Tárlat Alföldi Galéria, Hódmezővásárhely; Hungarikonok Vaszary Villa, Balatonfüred; Körmendi-Csák Gyűjtemény Szépművészeti Múzeum, Temesvár, Románia
- 2012 Fürdőélet Collegium Hungaricum, Bécs; XIV. Táblaképfestészeti Biennálé REÖK Palota, Szeged; II. Székelyföldi Grafikai Bienniálé Sepsiszentgyörgy; Ikonok Római Magyar Akadémia, Róma; Prototípia Nemzetközi Szimpózium Történeti Múzeum, Salgótarján